# Adolf (I, hrabia Bergu)
Adolf (I) (zm. ok. 1082) – hrabia Bergu od 1077. Był synem hrabiego w okręgu Keldach Adolfa (II). Jego synami byli Adolf (II), hrabia Bergu, i Eberhard.